# Bernie Shaw

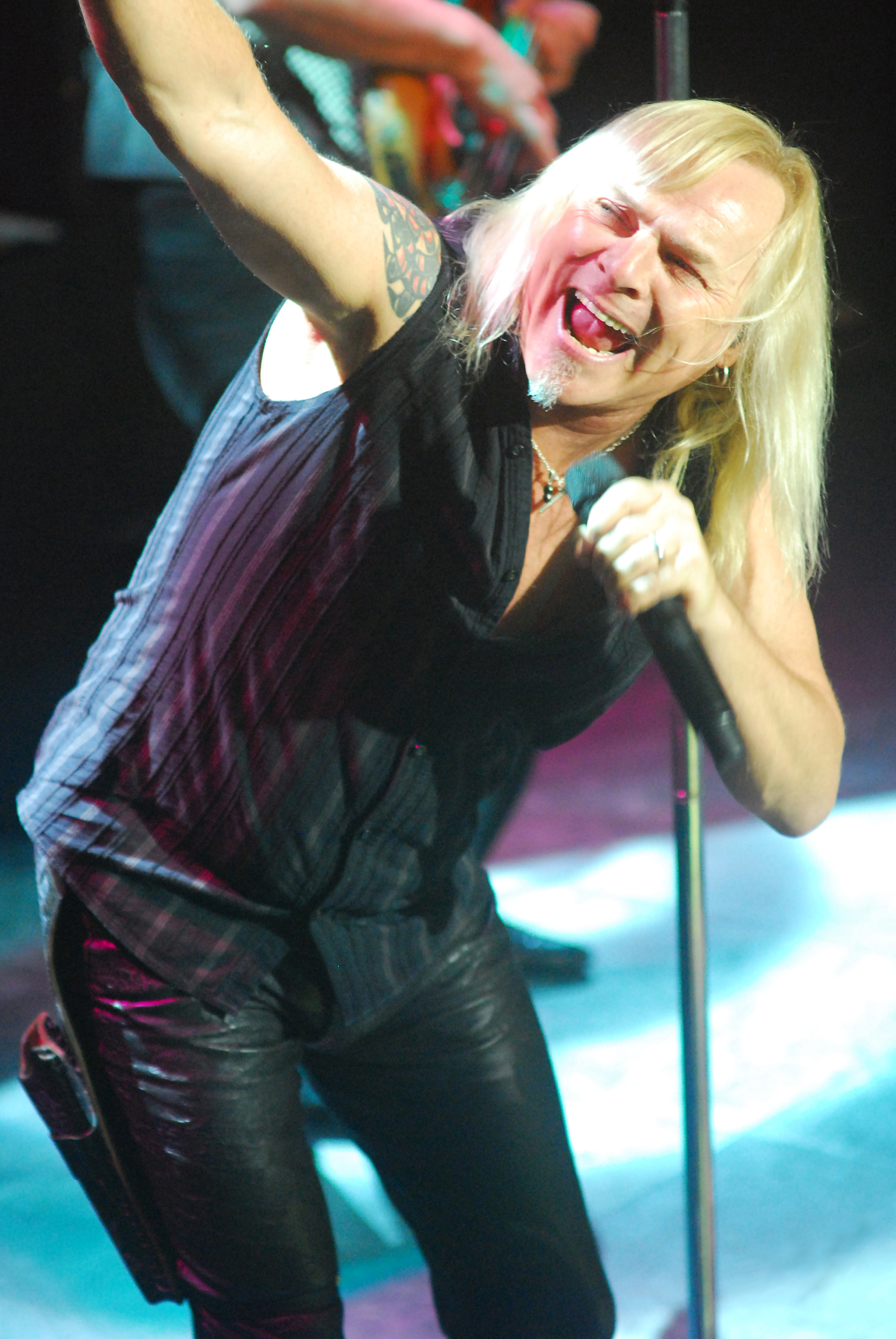
Bernie Shaw (2008)

Bernie Shaw (* 15. Juni 1956 in Victoria) ist ein kanadischer Rocksänger. Bekanntheit erlangte er vor allem durch sein Engagement bei der britischen Band Uriah Heep.

## Karriere
Shaw wollte Anfang der 1970er Jahre zunächst Gitarrist werden. Er bewarb sich bei der Band Cold Sweat (später Buckshot) als zweiter Gitarrist, wurde jedoch als Sänger eingestellt. Danach spielte er mit der Band Legend und mit Phil Lanzon (später auch bei Uriah Heep) in der Band Paris, mit der sie 1978 an einen Plattenvertrag bei RCA kamen. Diese nannte sich 1979 in Grand Prix um und veröffentlichte im folgenden Jahr ein gleichnamiges Album. Als Shaw 1981 von der Hochzeit seiner Schwester heimflog, wurde er in der Band bereits durch Robin McAuley (u. a. Far Corporation, McAuley Schenker Group) ersetzt. 1982 ging er für ein Jahr zu den Praying Mantis. Dann folgte die Band Clive Burr’s Escape, eine Band des Iron-Maiden-Schlagzeugers Clive Burr. Die Band benannte sich ebenfalls des Öfteren um. Als die Band unter dem Namen Stratus in London ein Konzert gab, traf Shaw auf Mick Box. So landete er 1986 bei Uriah Heep, mit der er fast 40 Jahren noch aktiv ist.
Shaw ist verwitwet, hat einen Sohn und eine Tochter und lebt in Cambridgeshire, England. Seine Frau Radka starb im August 2023 im Alter von nur 47 Jahren nach Krankheit.

## Diskografie
mit Grand Prix:
- 1980: Grand Prix

mit Stratus
- 1985: Throwing Shapes

mit Uriah Heep:
- 1989: Raging Silence
- 1991: Different World
- 1995: Sea of Light
- 1998: Sonic Origami
- 2008: Wake the Sleeper
- 2009: Celebration
- 2011: Into the Wild
- 2014: Outsider
- 2018: Living the Dream
- 2023: Chaos & Colour

mit Dale Collins:
- 2019: Too Much Information